# Liste der Monuments historiques in Haréville
Die Liste der Monuments historiques in Haréville führt die Monuments historiques in der französischen Gemeinde Haréville auf.

## Liste der Objekte
| Bezeichnung                 | Beschreibung                               | Standort                                      | Kennzeichnung | Schutzstatus | Datum | Bild |
| --------------------------- | ------------------------------------------ | --------------------------------------------- | ------------- | ------------ | ----- | ---- |
| Skulptur Heiliger Ferrutius | Kalkstein, farbig gefasst, 18. Jahrhundert | in der Kirche St-Ferréol-et-St-Ferjeux (Lage) | PM88001501    | Inscrit      | 2010  |      |